# Eatliz
Eatliz (hebräisch אטליז, dt.: Metzgerei) ist eine israelische Alternative-Rock-Band. Sie wurde 2001 gegründet.

## Geschichte
Vier Jahre nach der Gründung der Band und nach einigen Umbesetzungen veröffentlichten Eatliz ihr Debütalbum Violently Delicate im November 2007; eine EP namens Delicately Violent mit übrig gebliebenen Stücken, die ursprünglich für dieses Album geschrieben worden waren, sowie einer Coverversion von Björks Army of Me erschien 2009. Anschließend begaben sich Eatliz erneut ins Studio und arbeiteten am zweiten Album. Diese Aufnahmen dauerten bis 2010, Teasing Nature erschien schließlich im Dezember desselben Jahres.
Anfang 2012 verließ Sängerin Lee Triffon Eatliz wegen künstlerischer Differenzen, im Juli 2012 wurde auch der Ausstieg von Gitarrist Amit Erez bekannt gegeben, der sich fortan auf seine Solokarriere konzentrieren wollte. Als Ersatz wurden Sivan Abelson (Gesang) sowie Omer Hershman (Gitarre) neue Bandmitglieder. Diese Besetzung arbeitete bis 2013 am dritten Album der Band, das im Juni 2014 schließlich unter dem Namen All of it veröffentlicht wurde. Zu dessen Finanzierung wurde eine Indiegogo-Kampagne gestartet.

## Stil und Rezeption
Die Band selbst bezeichnet ihren Stil als „complicated pop“ (komplizierten Pop). Als Einflüsse werden von ihr selbst Bands wie The Mars Volta und Mr. Bungle, aber auch Björk und Portishead genannt. Von Kritikern wird ihre Musik bisweilen zwischen den Stolen Babies und No Doubt angesiedelt. Mit dem zweiten Album Teasing Nature wurden die Metaleinflüsse ein wenig zurückgenommen, unverändert blieb jedoch die allgemeine Stilvielfalt in der Musik von Eatliz.

## Erfolge und Verbreitung
Obgleich Eatliz bislang keinen Platz in den Hitparaden erreichen konnten, so erreichten sie mit ihrem Auftritt auf der Popkomm 2008 und der ersten Single Attractive, die unter anderem auf Radio Fritz gespielt wurde, von ihrem Debütalbum doch auch in Deutschland ein größeres Publikum. Die animierten Videos zu den Singles Hey und Attractive wurden vielfach ausgezeichnet.
Im Vorfeld der Veröffentlichung des zweiten regulären Studioalbums stellte die Band das Debüt Violently Delicate kostenlos ins Internet und verbreitete es mittels viralen Marketings über zahlreiche Weblogs.

## Diskografie
- 2007: Violently Delicate (Album)
- 2009: Delicately Violent (EP)
- 2010: Teasing Nature (Album)
- 2014: All of it (Album)